# Západní kraj

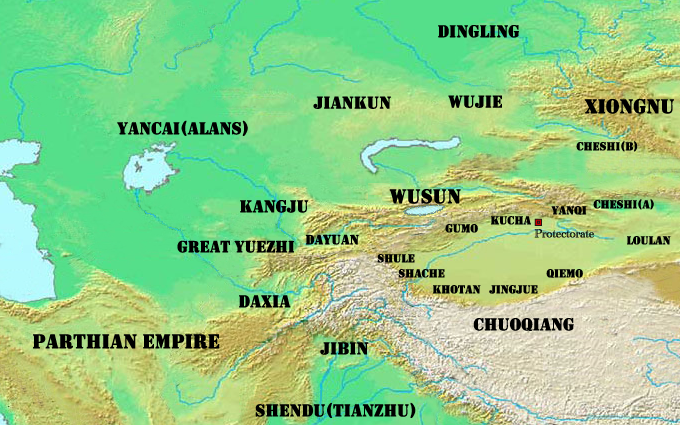
Západní kraj v 1. století př. n. l.

Tchangské tažení v Západním kraji, proti státům v oázách Tarimské pánve, v letech 640–648

Západní kraj (čínsky v českém přepisu Si-jü, pchin-jinem Xīyù, znaky 西域) je čínské historické jméno používané od 3. století př. n. l. do 8. století pro oblasti západně od průsmyku Jü-men, a sice nejčastěji pro střední Asii, případně pouze pro Tarimskou pánev. Občas byly Západním krajem míněny všeobecně všechny země západně od Číny až po Středomoří a včetně Indie.
Kvůli strategické poloze podél Hedvábné stezky byl Západní kraj historicky významný nejméně od 3. století př. n. l. Do roku 89 n. l. zde probíhaly války mezi říší Chan a kmenovým svazem Siung-nu. V sedmém století čínská tchangská říše dobyla Tarimskou pánev a regiony západně od ní a udržela si nadvládu nad Západním krajem až do povstání An Lu-šana.
V tchangské době měl region význam kulturním vlivem na Čínu, když se z něj na východ putující mniši a obchodníci do Číny přinášeli buddhistické texty. I v následujících staletích si region udržel význam jako spojnice a zprostředkovatel kulturních vlivů mezi východní Asií, indickým subkontinentem, muslimským světem a Evropou.
Před nástupem migrací turkických kmenů byl Západní kraj osídlen obyvatelstvem indoevropského původu, zhruba rozděleným do dvou skupin, Saků a Tocharů. Obyvatelé Chotanu a Kasha mluvili jazykem Saků, jedním z východních íránských jazyků, obyvatelstvo Kuči a Turfanu hovořilo tocharsky. Původ jazyka domorodých obyvatel Loulanu není znám.